# Вінницька залізниця
Вінницька залізниця — одна із українських залізниць, яка існувала в часи УРСР.

## Історія
Заснована у 1940 році. З 1941 по 1944 рік — входила до системи залізниць Німецького рейху. У 1944 році відновила функціонування.
У травні 1953 року об'єднана із Південно-Західною залізницею в єдину Південно-Західну залізницю із центром у місті Києві.

## Керівники
- Каптьолкін Михайло Іванович (1940—1941)
- Каптьолкін Михайло Іванович (1944—1947)
- Мельников М. (1947—1950)
- Дорофєєв Михайло Іларіонович (1950—1953)